# بيتر دوكينز
بيتر دوكينز (بالإنجليزية: Peter Dawkins)‏ هو منتج أسطوانات وموسيقي وملحن نيوزيلندي، ولد في 27 نوفمبر 1946، وتوفي في 3 يوليو 2014.

## وصلات خارجية
- بيتر دوكينز على موقع ميوزك برينز (الإنجليزية)
- بيتر دوكينز على موقع ديسكوغز (الإنجليزية)